# Episcada scantilla
Episcada scantilla är en fjärilsart som beskrevs av William Chapman Hewitson 1877. Episcada scantilla ingår i släktet Episcada och familjen praktfjärilar. Inga underarter finns listade i Catalogue of Life.